# Ponce (Puerto Rico)
Ponce ist die viertgrößte Stadt in Puerto Rico nach San Juan mit rund 166.000 Einwohnern. Sie befindet sich im Süden der Insel, wenige Kilometer von der Karibischen Küste entfernt.
Beinamen Ponces sind Ciudad de los Leones (Stadt der Löwen) und La Perla del Sur (Die Perle des Südens). 

## Geschichte
Die Stadt wurde im Jahr 1692 gegründet und nach Juan Ponce de León y Loayza, einem Urenkel des spanischen Konquistadoren Juan Ponce de León, benannt.
Im Jahr 1883 wurde Ponce von einem Großfeuer erfasst, außer dem Südteil wurde sehr viel zerstört. 
1924 wurde Ponce zum Sitz des römisch-katholischen Bistums Ponce. Zur Kathedrale wurde die Kirche Nuestra Señora de la Guadalupe.
1937 ereignete sich hier das Massaker von Ponce, bei dem unbewaffnete Nationalisten während einer Feier zum 64. Jahrestag der Abschaffung der Sklaverei von der Polizei erschossen wurden.
Mit der Eröffnung des Holiday Inn Hotels in den 1960er Jahren hielt der Tourismus seinen Einzug in Ponce.
Im Oktober 1985 starben 129 Menschen bei einem Murenabgang in der Region Mameyes. Durch internationale Hilfe, auch von europäischen Ländern, konnte die Not gelindert werden.
2014 wurde nach sechsjähriger Bauzeit der Portugués Dam offiziell eröffnet.

## Bildung
Die Universität von Puerto Rico unterhält hier seit dem Jahr 1970 den einzigen Campus im Südteil der Insel (University of Puerto Rico at Ponce – UPRP). Dieser ist aus dem Colegio Universitario Tecnológico de Ponce hervorgegangen. Derzeit studieren hier 2.318 Personen. Des Weiteren gibt es hier unter anderem folgende Bildungseinrichtungen: Pontifical Catholic University of Puerto Rico und die Ponce School of Medicine.

## Politik
Bürgermeister der Stadt ist seit 11. Januar 2021 Luis Irizarry Pabón (PPD). Die Amtszeit endet am 1. Januar 2025. Vorgängerin war María Meléndez Altieri (PNP).

## Weitere Informationen
- Der höchste Berg Puerto-Ricos, der Cerro de Punta, liegt auf dem Gebiet der Gemeinde Ponce.
- Ponce beheimatet das Museum Museo de Arte de Ponce, das bedeutendste Museum Puerto Ricos.
- Ponce ist der Sitz des Basketball-Vereins Leones de Ponce (elfmaliger Landesmeister).
- Ponce verfügt über einen Inlandsflughafen, den Mercedita Airport.
- Ponce ist Unternehmenssitz der Serralles-Distillerie (Marken Don Q und Captain Morgan).

## Söhne und Töchter der Stadt
- Juan Morel Campos (1857–1896), Komponist
- Amalia Paoli (1861–1942), Opernsängerin
- Antonio Paoli (1871–1946), Opernsänger
- Emilio Capacetti (1895–1983), Sänger
- Orlando Cepeda (1937–2024), Baseballspieler
- Luis A. Ferré (1904–2003), Politiker und Gouverneur des Commonwealth of Puerto Rico
- Horacio Rivero, Jr. (1910–2000), Vier-Sterne-Admiral der United States Navy
- Isolina Ferré (1914–2000), römisch-katholische Ordensfrau, ausgezeichnet mit der Presidential Medal of Freedom
- Ruth Fernández (1919–2012), Sängerin
- Héctor Campos-Parsi (1922–1998), Komponist
- Ray Romero (1923–2006), Perkussionist
- Elín Ortiz (1934–2016), Fernsehproduzent und Schauspieler
- Cheo Feliciano (1935–2014), Komponist und Sänger von Salsa- und Bolero-Musik
- Míriam Colón (1936–2017), Schauspielerin
- Rafael Hernández Colón (1936–2019), Politiker und Gouverneur von Puerto Rico
- Carlos Ortiz (1936–2022), Boxweltmeister
- José Torres (1936–2009), Boxweltmeister
- Iris Zavala (1936–2020), Schriftstellerin, Dichterin und Hochschullehrerin
- Rosario Ferré (1938–2016), Schriftstellerin und Wissenschaftlerin
- Pedro Rosselló (* 1944), Gouverneur von Puerto Rico
- Héctor Lavoe (1946–1993), Komponist und Sänger von Salsa- und Bolero-Musik
- William Hobbs (1949–2020), US-amerikanischer Ruderer
- Freddie Santiago (* 1953), Perkussionist
- Ednita Nazario (* 1955), Sängerin
- Jesse Vassallo (* 1961), US-amerikanischer Schwimmer
- Juan Miguel Betancourt (* 1970), katholischer Geistlicher, Weihbischof in Hartford
- Roy Rosselló (* 1970), Mitglied der Boyband Menudo
- Lymari Nadal (* 1978), Schauspielerin
- Felix Serralles (* 1992), Autorennfahrer
- Carlos Javier Correa (* 1994), Baseballspieler

Die Eltern der beiden Musiker Eddie und Charlie Palmieri sind von hier 1926 nach New York City ausgewandert.

## Nachweise
1. ↑  https://ballotpedia.org/Luis_Irizarry_Pab%C3%B3n